# Il Sodoma
|  | For byen Sodoma, se Sodoma og Gomorra. |
Sodoma eller Il Sodoma, egentlig Giovanni Antonio Bazzi (født i 1477 i Vercelli, død 15. februar 1549 i Siena), var en italiensk maler, tilhørende Sienaskolen.
Ifølge Giorgio Vasari, som tydeligvis afskyede ham, fik Sodoma sit navn på grund af sin homoseksualitet. Dette modsiges måske af, at Sodoma selv anvendte navnet som signatur.

## Liv og værk
I 1498 rejste Sodoma til Milano, hvor han modtog stærke indtryk af Leonardo da Vinci, og i 1501 til Siena. Hans arbejde der omfatter en række fresker, påbegyndt af Signorelli i klosteret Monte Oliveto, og den mærkelige "Sankt Katarinas stigmatisering" i kirken San Domenico. 
I 1508 kaldtes Sodoma til Rom for i Vatikanet at male et af pavens privatværelser, Stanza della Segnatura. I 1512 kom han til Rom for anden gang og udførte da for Agostino Chigi den berømte Alexander-fresko i Villa Farnesina. 

### "Den hellige Sebastian"
Dette maleri på lærred, som prises af Vasari, er dobbeltsidigt malet med den hellige Sebastian på forsiden og Madonna med helgener på bagsiden. Den blev oprindelig anvendt som processionsfane af Confraternita di San Sebastiano ("Sankt Sebastians broderskab") i Camollia nær Siena. Kunstværket stammer fra Sodomas senere virksomhedsperiode. Typisk for Sodomas maleri er det forklarende blikket hos hovedpersonen samt figurerne som befinder sig i halvdunkelt lys.

### Udvalgte værker
- "Den hellige Sebastian" (1525)
- "Kristus i helvedes forgård" (omkring 1530-1534)
- "Abrahams offer" (1542)

## Eksterne links
- Wikimedia Commons har flere filer relateret til Il Sodoma

1. ↑  Navnet er anført på engelsk og stammer fra Wikidata hvor navnet endnu ikke findes på dansk.
2. ↑  Navnet er anført på engelsk og stammer fra Wikidata hvor navnet endnu ikke findes på dansk.
3. ↑  Navnet er anført på engelsk og stammer fra Wikidata hvor navnet endnu ikke findes på dansk.
4. ↑  Navnet er anført på engelsk og stammer fra Wikidata hvor navnet endnu ikke findes på dansk.